# 阿克塞尔·图厄
阿克塞爾·圖厄（挪威語：Axel Thue，1863年2月19日—1922年3月7日），挪威数学家，以丟番圖逼近与组合数学方面的贡献而闻名。他在1914年发表了词法问题或图厄问题，这和停机问题密切相关。他最著名的博士班學生為托拉尔夫·斯科伦。